# Stolnica v Auxerreju
Stolnica v Auxerru (francosko Cathédrale Saint-Étienne d'Auxerre) je rimskokatoliška Cerkev, posvečena sv. Štefanu, in stoji v Auxerru v Burgundiji v Franciji. Zgrajena je bila med 13. in 16. stoletjem na mestu romanske stolnice iz 11. stoletja, katere kripta je pod stolnico. Znana je po karolinških freskah iz 11. stoletja, ki jih najdemo v kripti, in po velikih vitražih. Od leta 1823 je sedež škofije, združene s stolnico v Sensu.

## Zgodovina
Prvo krščansko škofijo v Auxerru je konec 3. stoletja ustanovil njen prvi škof Germanus iz Auxerra. Prvotna romanska stolnica je bila dokončana leta 1057. Kripta te stavbe je bila ogromna, s tremi ladjami in šestimi prečkami. Imela je tudi nov arhitekturni element, ambulatorij, prehod, ki je romarjem omogočal gibanje in obisk grobnic v kripti, ne da bi pri tem motili verske obrede, ki se jih je udeleževala duhovščina.
Gradnja gotske stolnice se je začela okoli leta 1215 pod vodstvom škofa Roberta de Seignelaya. Dal je zgled z velikimi in doslednimi prispevki iz lastnih sredstev ter je še naprej zapuščal sredstva po svojem premestitvi na pariški sedež leta 1220.
Nova stolnica je skupaj s stolnico v Dijonu postala vzor burgundskega gotskega sloga.
Večina tega dela stolnice je bila končana do leta 1233. Po tem se je delo precej upočasnilo. Vzhodni konec je dokončal De Seignelayev naslednik Henri de Villeneuve (1220–1234); za projekt je zapustil 1000 livrov, vendar se je gradnja po njegovi smrti upočasnila zaradi pomanjkanja sredstev. Gradnja zahodne fasade se je začela šele konec 13. stoletja. Južni transept je bil dokončan šele leta 1358. Večina ladijskih sten je bila dokončana do leta 1395, ladijski oboki pa šele v začetku 15. stoletja.
Gradnja se je nadaljevala v 16. stoletju, severni stolp, zgrajen v bogato okrašenem butičnem slogu, pa je bil dokončan leta 1543. Vendar pa so francoske verske vojne leta 1567 privedle do opustošenja stolnice. Načrtovani južni stolp ni bil nikoli zgrajen. 
Tudi transepti so bili dokončani v 16. stoletju; rozeta Device Marije Litanij v severnem kraku transepta, ki jo je izdelal Germain Michel, je bila dokončana leta 1528, rozeta južnega transepta, ki jo je izdelal Guillaume Cornouvaille, pa je bila postavljena leta 1550.
Leta 1567 so med verskimi vojnami protestantske tolpe plenile mesto in povzročile znatno škodo stolnici. Škoda je bila v veliki meri popravljena do leta 1576 pod škofom Jacquesom Amyotom.
Leta 1764 je bila uničena zelo bogato okrašena gotska korna pregrada, ki jo je postavil francoski kralj Franc I., v skladu z novo vatikansko protireformacijsko doktrino, da bi notranjost postala privlačnejša za navadne obiskovalce cerkve. Nadomestila jo je čipkasta železna rešetka, ki jo je izdelal pariški železar Dhumier, z vrati kiparja Sébastiena Slodtza po načrtih Clauda-Nicolasa Ledouxa.

## Zunanjost
- Zahodna sprednja stran in severni stolp
- Osrednji portal zahodne fronte
- Flamboyant južni transept
- Flamboyant severni transept
- Kor ali vzhodni del

Narativni kiparski program portalov na zahodnem koncu je znan po svojem obsegu in raznolikosti.
Spodbudo je okoli leta 1270 dal Jean de Châlons-Rochefort, ki je pred kratkim postal grof Auxerre, potem ko je podprl burgundskega vojvodo proti njegovemu lastnemu bratu, s poroko z Alix, dedinjo Auxerre. Bil je največji posestnik fevda v vojvodini in je novi status svojega fevda Auxerre obeležil z obogatitvijo pročelja njegovega glavnega okrasja, stolnice, katere karolinško ladjo je postavil njegov prednik Hugh de Châlons, škof Auxerre iz 10. stoletja. Njegov kiparski program se je nadaljeval še dolgo po njegovi smrti in je bil dokončan v začetku 15. stoletja.

## Severni stolp
Gradnja severnega stolpa se je začela okoli leta 1250 in je bila dokončana do portala pri vznožju, nato pa je bila za skoraj dve stoletji praktično ustavljena. Dela se niso nadaljevala do začetka 16. stoletja. Zgornji deli so bili zgrajeni večinoma v bogato okrašenem, flamboyan gotskem slogu in so bili dokončani okoli leta 1543.
V stolpu je zvonik stolnice, ki je v petem ali najvišjem nadstropju. Je približno enake višine kot stolpi Notre-Dame de Paris. Tri nadstropja nad portalom so okrašena z nišami, pokritimi z zatrepi. Streha ima majhno teraso, obdano z balustrado. Stolp dobi bolj elegantno silhueto s podaljšanjem opornikov na vogalih. Oporniki so prav tako okrašeni in podaljšani z vitkimi fialami. Na severovzhodni strani stolpa je pritrjen vitek osmerokotni stolp z ozkimi okni, ki služi kot stopnišče od vznožja stolpa do vrha. Na vrhu ima svoj zvonik v renesančnem slogu in laterno, okrašeno s križem, ki označuje najvišjo točko stolnice.
Načrtovan je bil južni stolp, podoben severnemu, zgrajeni pa so bili tudi podstavek in oporniki za stolp, z debelimi zidovi dva metra, ob narteksu in drugo nadstropje zgoraj, vendar stolp ni šel višje. Kasneje v 16. stoletju se je stolni kapitelj odločil, da bo obnovil oratorij, da bi vanj postavil kip Device Marije, namesto da bi stolp gradil višje. Nedokončan podstavek stolpa sega v notranjost vse do prve prečke ladje. V masivni kamniti konstrukciji je spiralno stopnišče. Desno od podstavka severnega stolpa so ostanki kapele Notre-Dame-des-Vertus, zgrajene v 16. stoletju, a porušene leta 1780.

## Ladja in kor
- Ladja
- Kor
- Ambulatory na vzhodu

[[Kor (arhitektura)|Kor, zgrajen na vrhu romanske kripte, se je začel graditi okoli leta 1215, po podobnem načrtu kot druga burgundska cerkev, Dijonska stolnica. Fasada ima tri nivoje: velike arkade s stebri na dnu; ozek triforij ali prehod zgoraj z loki brez oken in okrasjem z vitkimi kolonetami; in na zgornjem nivoju dvojna lancetna okna pod okroglimi rozetami, z ozkim prehodom vzdolž stene pri njihovem dnu.
Ladja je bila prvotno načrtovana s stropom iz šestdelnih rebrastih obokov, ki jih podpirajo izmenjujoči se masivni stebri in slopi, vendar je bil ta načrt spremenjen tako, da je imel sodobnejše in močnejše štiridelne pravokotne rebraste oboke.
Druga pomembna arhitekturna značilnost je stičišče med osno kapelo na vzhodnem koncu in ambulatorijem, notranji prehod pa obdaja notranjost vzhodnega konca, kar obiskovalcem omogoča gibanje med bogoslužjem v koru. V tem ambulatoriju šestdelne oboke podpirajo vitki stebri s premerom petindvajset centimetrov, ki dajejo koncu cerkve enotnost sloga in živahnost.[6]

## Kripta
- Tloris kripte in njenega ambulatorija
- Strop kripte
- Kristusova podoba v kripti
- Kristus na belem konju (12. stoletje)
- Ambulatorij kripte

Kripto pod korom je zgradil škof Hugues de Chalon, ko je obnovil prejšnjo romansko strukturo. Ima zgodnji ambulatorij, ki romarjem omogoča gibanje okoli grobnic, ne da bi motili bogoslužja v središču. Vsebuje najstarejšo umetnost v stolnici, vključno s freskami Kristusa iz časa apokalipse, ki jih je naročil škof Humbaud, in kasnejšo fresko Kristusa v slavi s konca 13. stoletja.

## Vitraži
Stolnica ima pomembno zbirko vitražev iz 13. stoletja. Ta vključuje približno šestdeset oken, izdelanih med letoma 1235 in 1250, večinoma najdenih v kapeli Notre-Dame in v ambulatoriju. Znana so po globokih, bogatih modrih in rdečih odtenkih debelih kosov stekla, sestavljenih kot deli mozaika. Okna v obočnih poljih ladje izvirajo iz 15. stoletja in so v renesančnem slogu. Rozete v transeptu izvirajo iz 16. stoletja.
Severni del transepta je bil skupaj z razkošnim rozetnim oknom dokončan leta 1528. Južni transept in rozetno okno sta bila dokončana leta 1550. Južno rozetno okno ima v središču okulus, ki predstavlja Boga očeta, nad osmimi lancetnimi okni, ki prikazujejo Mojzesovo življenje. Okna je izdelal Guillaume Cornovaille.

## Umetnost in dekoracija
- Timpanon zadnje sodbe, osrednji portal (kliknite 3-krat za povečavo)
- Sledi barvnih stenskih poslikav; Janez Krstnik (levo) in škof
- Korna pregrada (1764)
- Mizerikordija ali počivališče na naslonjalu sedeža v koru

Stolnica ima zelo bogato zbirko kipov, zlasti v obokih nad glavnim portalom na zahodni fasadi. Ta zbirka gosto razporejenih kipov vključuje tako verske figure kot alegorične figure Herkulovih žena in speče boginje Eros.
Pomemben dekorativni element notranjosti je dovršena kovano železna korna pregrada, ki je leta 1764 nadomestila staro pregrado. Izdelal jo je pariški železar Dhumier, vrata pa je po načrtih Clauda-Nicolasa Ledouxa izdelal kraljevi kipar Sébastien Slodtz.
Katedralni kor ima izjemno zbirko mizerikordij, izklesanih lesenih medaljonov na naslonjalih sedežev v koru, ki so duhovščini nudili počitek, ko so morali dolgo stati.
Velike orgle stolnice so bile zgrajene v 19. stoletju in nameščene v ohišju v neogotskem slogu. Med letoma 1979 in 1986 jih je v celoti obnovil Dominique Oberthür de Saintes, ki jih je preoblikoval v sodoben instrument štirimi manuali in mehanskim prenosom z ogljikovimi vlakni. Po poškodbi v neurju leta 2005 so bile med letoma 2011 in 2012 ponovno obnovljene in dobile dodatne orgle, vključno z orglami En chamade, ki zvenijo neposredno navzven, kot trobente, v ladjo.